# Lilla Grundvattnet, Småland
Lilla Grundvattnet är en sjö i Åtvidabergs kommun i Småland och ingår i Storåns huvudavrinningsområde. Sjön har en area på 0,197 kvadratkilometer och ligger 93,2 meter över havet.

## Delavrinningsområde
Lilla Grundvattnet ingår i det delavrinningsområde (643886-152515) som SMHI kallar för Utloppet av Antvarden. Medelhöjden är 116 meter över havet och ytan är 41,09 kvadratkilometer. Det finns inga avrinningsområden uppströms utan avrinningsområdet är högsta punkten. Melbyån som avvattnar avrinningsområdet har biflödesordning 2, vilket innebär att vattnet flödar genom totalt 2 vattendrag innan det når havet efter 25 kilometer. Avrinningsområdet består mestadels av skog (74 procent). Avrinningsområdet har 3,32 kvadratkilometer vattenytor vilket ger det en sjöprocent på 8,1 procent.